# Celenza sul Trigno
Celenza sul Trigno (Celènze in abruzzese) è un comune italiano di 770 abitanti della provincia di Chieti in Abruzzo. Fa parte anche della comunità montana Alto Vastese.

## Storia
Il territorio fu occupato sin dall'epoca romana, come testimoniano un cippo militare ed alcune monete ritrovate nella zona. La fondazione del paese, tuttavia, viene fatta risalire tra il IX e il X secolo. In epoca feudale fu feudo di Odorisio di Sinibaldo dal 1272, mentre fu della giurisdizione della diocesi di Trivento. Nel 1451 passò a Marino Caracciolo come dote della moglie Maria di Sangro. Nel 1464 fu ceduto dal re del Regno di Napoli Ferrante d'Aragona a Marino lo Scappuccino. Alla morte dell'ultima Caracciolo, Cosima Caracciolo, passò a suo figlio Carlo Cesare d'Avalos. Fu ricostruito in seguito alla seconda guerra mondiale.

### Simboli
Lo stemma e il gonfalone del comune di Celenza sul Trigno sono stati concessi con decreto del presidente della Repubblica del 6 ottobre 2003.
Il gonfalone è un drappo partito di rosso e di bianco.

## Monumenti e luoghi d'interesse

### Architetture religiose

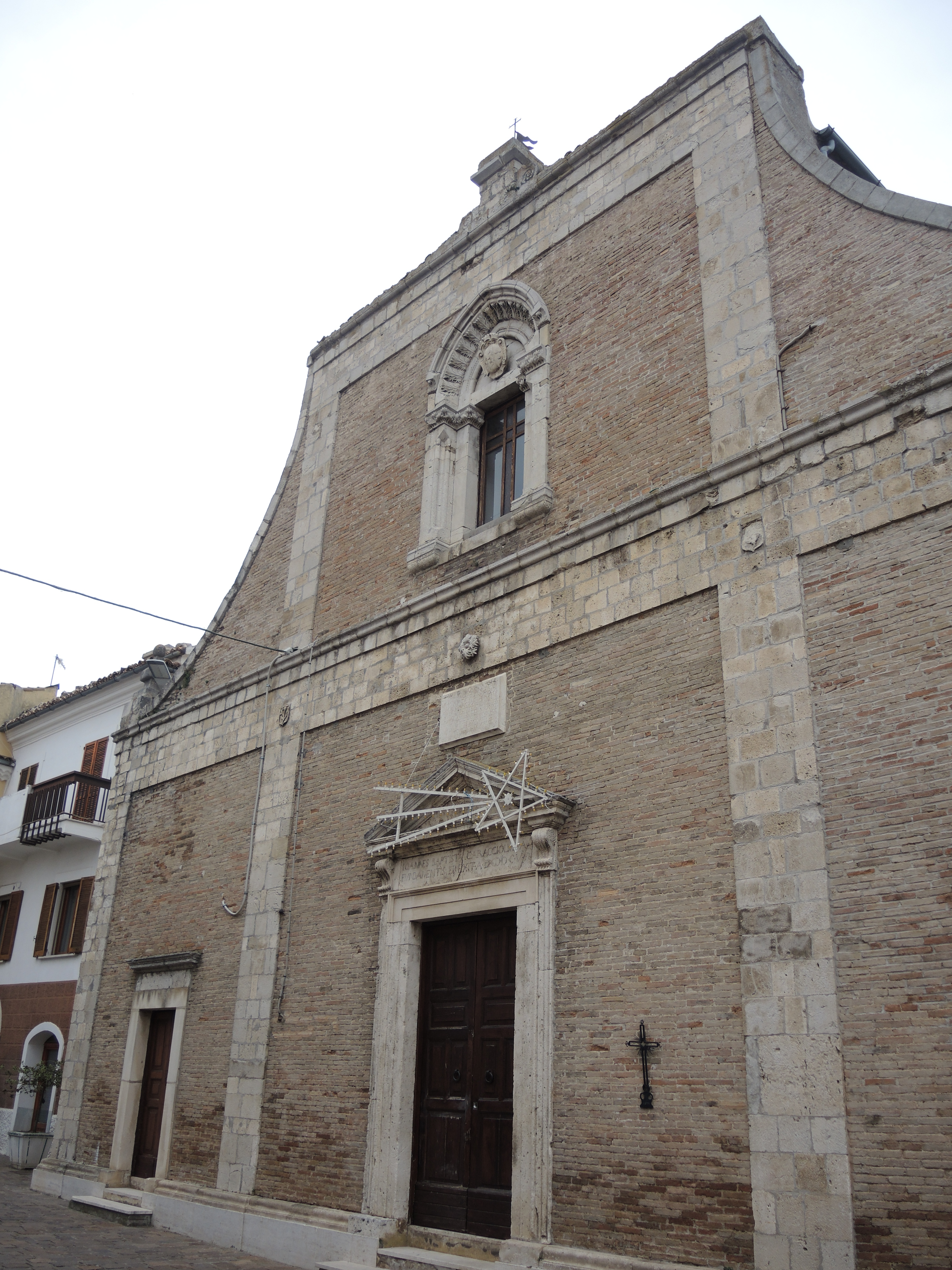
Chiesa di Santa Maria Assunta
Chiesa madre, si trova in piazza del Popolo, con affaccio verso via Vittorio Emanuele. Risale al XIII secolo circa, come testimoniano i rilievi gotici della facciata e del ciborio interno dell'altare. Tuttavia gran parte della struttura è tardo barocca, per il restauro del XVII secolo. La torre campanaria è medievale, staccata dalla chiesa, ma ha rifiniture più tarde, terminate nel 1792.
Ex convento di San Donato
Si trova in via Remo Ricci, costruito nel 1528 in stile tardo rinascimentale. Nel corso del Novecento è stato restaurato, benché poi sia stato sconsacrato e adibito a casa di riposo per anziani. La struttura tuttavia è ben conservata, con pianta rettangolare, affiancata da chiostro quadrangolare.

### Architetture civili
Borgo fortificato con torre
Il borgo risale al XII secolo, ma nei secoli ha perso le caratteristiche di villaggio fortificato, assumendo la connotazione di borgo rurale. Tuttavia, percorrendo via Vittorio Emanuele II, è ancora ben visibile l'impianto medievale. Circondato dalle mura, a tratti visibili come basamento di alcune abitazioni, Celenza mantiene, solo nella toponomastica, il ricordo della presenza di due porte d'accesso: Porta da Capo e Porta da Piedi. Nelle ricostruzioni del Novecento ha perso gran parte dello splendore, elemento visibile già nella ristrutturazione anonima di gran parte delle case rurali in mattoni. Presso Piazza del Popolo sorgeva il castello, demolito già nel XIX secolo, affiancato dalla chiesa parrocchiale di Santa Maria Assunta, probabilmente cappella medievale del castello, e successivamente ampliata fino a diventare la chiesa maggiore. Di medievale, inoltre, si conservano la Torre civica di Celenza, ossia il campanile della parrocchia, con delle pregevoli campane dell'Antica fonderia Marinelli di Agnone, e la torre della Fara, nella piana del fiume Trigno. Sotto il borgo è sorto nel XV secolo il rione povero della Riccella, con le caratteristiche case "pagliare". Una volta, la strada principale di Celenza era l'odierna via Vittorio Emanuele II. Nel corso dell'800, il paese si è sviluppato più a nord, su un territorio piano, attraversato da corso Umberto I.
Torre della Fara
Lungo la SS 650 in località Macchie la Fara, si trova la torre longobarda dell'VIII secolo. Ha pianta cilindrica ed era usata per il controllo sul fiume.

## Società

### Evoluzione demografica
Abitanti censiti

## Cultura

### Eventi
- 6-7-8 agosto: festa patronale[13].

## Sport

### Calcio
La squadra del paese è l'ASD Trigno Celenza, società calcistica fondata nel 1970, che nella stagione 2019/2020 ha militato nel girone E abruzzese di Seconda Categoria.